# Robert Knolles
Sir Robert Knolles (c. 1325 — 15 de agosto de 1407) foi um famoso cavaleiro inglês da Guerra dos Cem Anos. Operando com o apoio tático da Coroa, conquistou duas grandes cidades francesas, Calais e Poitiers, por ordem de Eduardo III. Seus métodos, no entanto, lhe valeram a reputação de bandido e de saqueador; as empenas em ruínas dos prédios queimados durante a guerra passaram a ser conhecidas como "mitras de Knolly".
Seu brasão de armas preside a torre de poterna do Castelo de Bodiam, Sussex. Foi uma declaração de lealdade de seu construtor, Edward Dalyngrigge, que serviu o próprio em uma companhia livre durante a Guerra dos Cem Anos.

## Guerra da Sucessão Bretã
Knolles nasceu em Cheshire, mas os registros o mencionam pela primeira vez como um castelão de várias fortalezas na Bretanha em meados do século XIV, incluindo Fougeray, Gravelle e Chateaublanc. Foi um dos campeões ingleses do "Combate dos Trinta" em 1351, onde foi capturado. Então liderou oitocentos homens na cavalgada de Henrique, duque de Lencastre em 1356 pela Normandia, uma diversão para atrair o rei francês João, o Bom, ao norte do reino e permitir que o Príncipe Negro realizasse a famosa campanha de Poitiers. Durante a crise francesa desencadeada pela grave derrota na Batalha de Poitiers em que Carlos II de Navarra liderou a rebelião que eclodiu em Paris, Knolles juntou-se às forças comandadas pelo irmão do rei, Filipe, que defendia a cidade das hostes do delfim em 1358.
O grande momento de sua carreira militar aconteceu no outono daquele ano, quando comandou uma grande companhia de dois a três mil ingleses e gascões no Vale do Loire, onde estacionou tropas em várias cidades fronteiriças importantes, como Châteauneuf-Val-de-Bargis. Então ele marchou por Nivernés; o arcipreste Arnaud de Cervole, encarregado da defesa de Margarida III de Flandres e fundador no ano anterior da primeira grande companhia, não pôde detê-lo.
Em 1359 alcançou Auxerre, que conquistou após um cerco de dois meses em 10 de março. Depois de tomar a cidade, dois tenentes o nomearam cavaleiro; até então ele tinha o título de escudeiro. O saque de Auxerre foi realizado com pouca violência e destruição, já que Knolles e seus homens eram profissionais que buscavam o máximo benefício de suas ações. A cidade foi cuidadosamente saqueada em busca de objetos de valor e os cidadãos avaliados em busca de resgate. No final, um enorme resgate foi extorquido por não destruírem a cidade, embora isso tenha sido pago apenas parcialmente. No mês seguinte, Knolles retornou a Chateauneuf para se preparar para a invasão do Vale do Ródano com Hugh Calveley. Partiu para o sul e montou acampamento em Pont-du-Château, no vale do Allier, de onde em seguida lançou a invasão de Velay. Então se reuniu com Calveley para sitiar a proeminente cidade de Le Puy, que ambos conquistaram em julho de 1359. A caminho da sede papal de Avinhão, encontraram o exército de Thomas de la Marche, tenente de Luís II, duque de Bourbon, o que fez os líderes ingleses decidirem se retirar e dissolverem suas companhias.
No auge da Guerra da Sucessão Bretã, participou do cerco de Auray de João V de Bretanha em julho de 1364, o prelúdio da vitória decisiva dele na Batalha de Auray em setembro daquele ano. Também participou ao lado do Príncipe Negro na Batalha de Nájera em 1367.

## Campanha na França
Em 1370, recebeu terras abundantes e fundos copiosos para levantar um exército para invadir o norte da França. Desembarcaram em Calais em agosto; seus seis mil cavaleiros fizeram uma longa cavalgada que cortou o território até os arredores de Paris, a qual queimaram. A manobra, porém, não fez com que Carlos V aceitasse enfrentar os ingleses em campo aberto. Assim, dirigiu seus homens para a Gasconha; na região entre os rios Loire e Loir conquistou castelos e igrejas, as quais fortificou. Seus jovens tenentes — entre os quais Sir John Minsterworth — ansiosos para enfrentar os franceses na batalha, criticaram duramente as táticas de Knolles. Assim, quando chegaram notícias do avanço das hostes francesas comandadas por Bertrand du Guesclin, aconselhou uma retirada para a Bretanha, mas a maior parte do exército se recusou a fazê-lo. Então Knolles e sua comitiva os abandonaram; os franceses derrotaram as forças inglesas que se recusaram a se retirar na sangrenta batalha de Pontvallain em 4 de dezembro.[carece de fontes?]
Knolles passou o inverno em seu castelo em Derval, na Marca Bretã, e então tentou evacuar seus homens e os de Minsterworth — este último se juntou a ele com alguns sobreviventes do desastre de Pontvallain — do porto de Saint-Mathieu. A falta de navios, no entanto, obrigou a maioria dos soldados ingleses a serem abandonados na costa, que caíram nas mãos dos franceses comandados por Olivier de Clisson. Em 1372, o Conselho Real Inglês o condenou como o principal responsável pela operação fracassada. As terras que lhe haviam sido concedidas como pagamento por liderar o exército foram confiscadas e ele foi multado em dez mil marcos.

## Morte
Fundou o Trinity Hospital em Pontefract e participou do esmagamento da rebelião de Wat Tyler em 1381. Morreu em sua residência em Sculthorpe, Norfolk, em 15 de agosto de 1407.
Seu brasão de armas preside a torre de poterna do Castelo de Bodiam, Sussex, um sinal da lealdade de seu construtor, Edward Dalyngrigge, a Knolles, com quem serviu em uma companhia livre na França durante a Guerra dos Cem Anos.